# Kamienica przy ulicy Rzeźniczej 2 we Wrocławiu
Kamienica przy ulicy Rzeźniczej 2 – zabytkowa kamienica znajdująca się przy ulicy Rzeźniczej we Wrocławiu.

## Historia
Wydzielenie posesji nr 2 na ulicy Rzeźniczej miało miejsce na przełomie XIII i XIV wieku. Pierwotnie była to działka należąca do posesji leżącej przy ulicy Kiełbaśniczej 30 i pełniła funkcję przejazdu na podwórze kamienicy.
W okresie między 1470 a 1525 rokiem wzniesiono na posesji wąską renesansową, jednopiętrową kamienicę, będącą zarazem oficyną dla kamienicy przy Kiełbaśniczej 30. Dolna część oficyny była zwyczajnym przejazdem pokrytym sklepieniem kolebkowym; wyższe kondygnacje stanowiły część mieszkalne. Kamienica przez kolejne stulecia była przynależna do kamienicy nr 30 przy ulicy Kiełbaśniczej, o czym świadczy zapis w rejestrze karowym z 1564 roku i w pierwszej pruskiej księdze podatkowej z lat 1749/1750.
W XVIII wieku kamienica została przebudowana. Elewacji nadano klasycystyczny wygląd. W 1865 roku wymieniono kolebkowe sklepienie parteru na strop. Pod koniec XIX wieku w podwórzu kamienicy funkcjonowała drukarnia Freunda. Przed 1920 rokiem kamienica była czterokondygnacyjna. Z przejazdowej części parterowej wydzielono dwie kondygnacje, na całej wysokości boniowane. W północnej osi znajdował się portal wejściowy.

## Po 1945 roku
W latach 1960–1963 kamienica została przebudowana i połączona z sąsiednią kamienicą nr 3, zachowując odrębną elewację. Zniszczono wówczas wiele zabytkowych elementów architektonicznych. W 2013 roku elewacja kamienicy została gruntownie odnowiona.

## Opis architektoniczny
Budynek jest kamienicą szczytową, trójkondygnacyjną i dwutraktową; ma zachowane kolebkowe sklepienia. Dwuosiowa fasada kamienicy wykonana została w stylu klasycystycznym. Trzecią kondygnację zamyka gzyms wieńczący, nad którym umieszczono szczyt z trójkątnym tympanonem oraz z półkolistym oknem termalnym. Wejście do budynku znajduje się w kamienicy nr 3.